# Allwinner
Allwinnerは、中国広東省珠海市の珠海全志科技股份有限公司（Allwinner Technology Co. Ltd.）が開発しているARMアーキテクチャのSoC。

## Allwinner Fシリーズ
ARM9 の SoC。2007年〜2011年にかけて発表。

### Allwinner F1C200s
- CPU - ARM926EJ-S[1]
- メモリ - DDR1 64MB

## Allwinner A1x
A1x シリーズは A10, A10s, A12, A13 から構成されている。CPU に ARM Cortex-A8 を、GPU に Mali 400 を使用している。OEM として BOXCHIP などがある。

### モデル
現在 A1X シリーズは、2つのモデルで構成されている。A10（sun4i）は、下記で述べたフル機能を持っている。A13（sun5i）は、HDMIとシリアルATAを持っておらず、低消費電力かつ低コスト向けに設計されていて、タブレット向けである。A10 の前は Boxchip F20 (sun3i) 。A10s は A10 のコストダウン版。

### 機能
CPU
- プロセスルール：55nm
- ARM Cortex-A8, 1コア, L2キャッシュ256KB

GPU
- Mali 400, 最大300MHz, 最大2.7GFLOPS

映像処理部
- HDビデオデコード (Super HD 2160P/3D Film)
- すべての一般的なビデオフォーマット対応。VP8 AVS, H.264 MVC, VC-1, MPEG-1/2/4, ...
- HDビデオエンコード (H.264 High Profile)

デジタル処理部
- マルチチャンネル HD ディスプレイ
- HDMI
- コンポーネント端子, コンポジット映像信号, VGA
- 液晶ディスプレイ：RGB, LVDS up to Full 1080P HDTV

メモリ
- DDR2, DDR3, 32ビットx1
- SLC/MLC/TLC/DDR NAND

接続
- USB 2.0
- CSI, TS
- SD Card 3.0
- 10/100 イーサネット コントローラ
- CAN bus, (A10 only)[2] Built-in SATA 2.0 インターフェイス
- I²C, SPDIF and AC97 オーディオインターフェイス
- PS2, SPI , TWI and UART

ストレージとブートデバイス
- NAND フラッシュメモリ
- SPI NOR FLASH
- SDメモリーカード
- USB
- シリアルATA

### 実装
多くのメーカーが Allwinner A1X を Android と Linux のデバイスを走らせるのに採用している。タブレット, セットトップボックス, mini-PCsなどに採用されている。

### Linux OS イメージ
Allwinner A1X の Linux カーネルのソースコードは https://github.com/linux-sunxi/linux-sunxi から入手できる。GPU は OpenGL ES を含めた X Window System のドライバが配布されている。VPU は CedarX が利用可能。

## Allwinner A20 (sun7i)

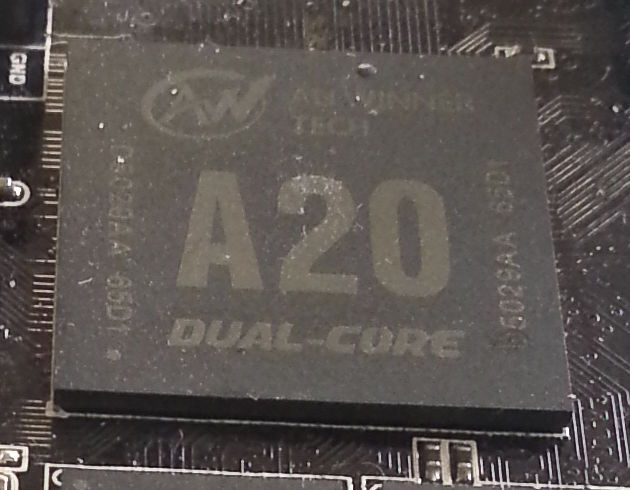
AllWinner A20

- CPU - Cortex-A7 2コア、L2 256KB (SIMD NEON VFP4,仮想化)
- GPU - Mali 400 2コア

A10(sun4i)とピン互換性があり、そのまま置き換えることができる。A10のEMAC(10/100Mbit Ethernet MAC)に加えGMAC(GbE MAC)が実装されている。

## Allwinner A31
- CPU - Cortex-A7 4コア、L2 1MB
- GPU - PowerVR SGX544 MP2
- メモリ - LPDDR2/DDR3/DDR3L 32bitx2

## 類似プラットフォーム
- Amlogic
- Apple A4
- Exynos - Samsung
- Hisilicon - Huawei
- NovaThor - ST-Ericsson
- Rockchip
- Texas Instruments OMAP
- Snapdragon - Qualcomm
- NVIDIA Tegra